# Binalonan
Binalonan là một đô thị hạng 3 ở tỉnh Pangasinan, Philippines. Theo điều tra dân số năm 2007, đô thị này có dân số 52.722 người trong 10.184 hộ. Đây là quê hương của Evangelina de la Cruz Macaraeg Macapagal, vợ của tổng thống thứ 9 của Philipin Diosdado Macapagal, và mẹ của tổng thống thứ 14 Gloria Macapagal-Arroyo.

## Barangay
Binalonan được chia thành 24 barangay.
| - Balangobong - Bued - Bugayong - Camangaan - Canarvacanan - Capas - Cili - Dumayat - Linmansangan - Mangcasuy - Moreno - Pasileng Norte | - Pasileng Sur - Poblacion - San Felipe Central - San Felipe Sur - San Pablo - Santa Catalina - Santa Maria Norte - Santiago - Santo Niño - Sumabnit - Tabuyoc - Vacante |